# Hawksbury Lagoon
Die Hawksbury Lagoon ist eine Lagune im Stadtgebiet von Dunedin City in der Region Otago auf der Südinsel von Neuseeland.

## Geographie
Die Hawksbury Lagoon befindet sich direkt angrenzend an dem kleinen Ort Waikouaiti, der die Lagune von Norden, Westen und Süden umschließt. Die Lagune, die eine Fläche von rund 47 Hektar umfasst, sich über rund 1,2 km in Nordnordwest-Südsüdost-Richtung ausdehnt und über einen nach Osten abgehenden Seitenarm verfügt, wird durch drei künstlich, durch die Lagune gezogene Verbindungswege in fünf Teile unterteilt. Kleine getunnelte Durchflüsse lassen die unter Gezeiten stehenden Teile der Lagune in Verbindung stehen. An ihrem südöstlichen Ende wird die Lagune über einen rund 490 m langen Abfluss zum Pazifischen Ozean hin entwässert.

## Schutzgebiet
Im Jahr 1912 wurde die Hawksbury Lagoon als Reservat für einheimisches und eingeführtes Wild unter Schutz gestellt und bekam 1953 den Status eines Wildlife Refuge. Mit dem Reserves Act 1977 wurde der Schutzstatus noch einmal verbessert. Das Gebiet wird vom Department of Conservation (DOC) verwaltet und vom Dunedin City Council sowie vom Otago Regional Council als Area of significance (Gebiet von Bedeutung) geführt.
Innerhalb der Lagune befindet sich ein kleines Fischereireservat, das 1868 vom Native Land Court ausgewiesen wurde. 1998 wurde im Rahmen des Ngāi Tahu Settlement von den ortsansässigen Māori auf Rechte des Mahinga kai (Ort zum Sammeln von Lebensmittel) geklagt innerhalb der Lagune fischen zu dürfen, was ihnen innerhalb eines kleinen Fischereireservats erlaubt wurde.

## Flora und Fauna
Vögel wie der Königslöffler (kōtuku ngutupapa), der Weißwangenreiher (matuku moana), die Kräuselscharbe (kawau paka), die Gefleckte Stelze (poaka) und viele andere Arten sind in der Lagune anzutreffen.